# Cornelis Rogier

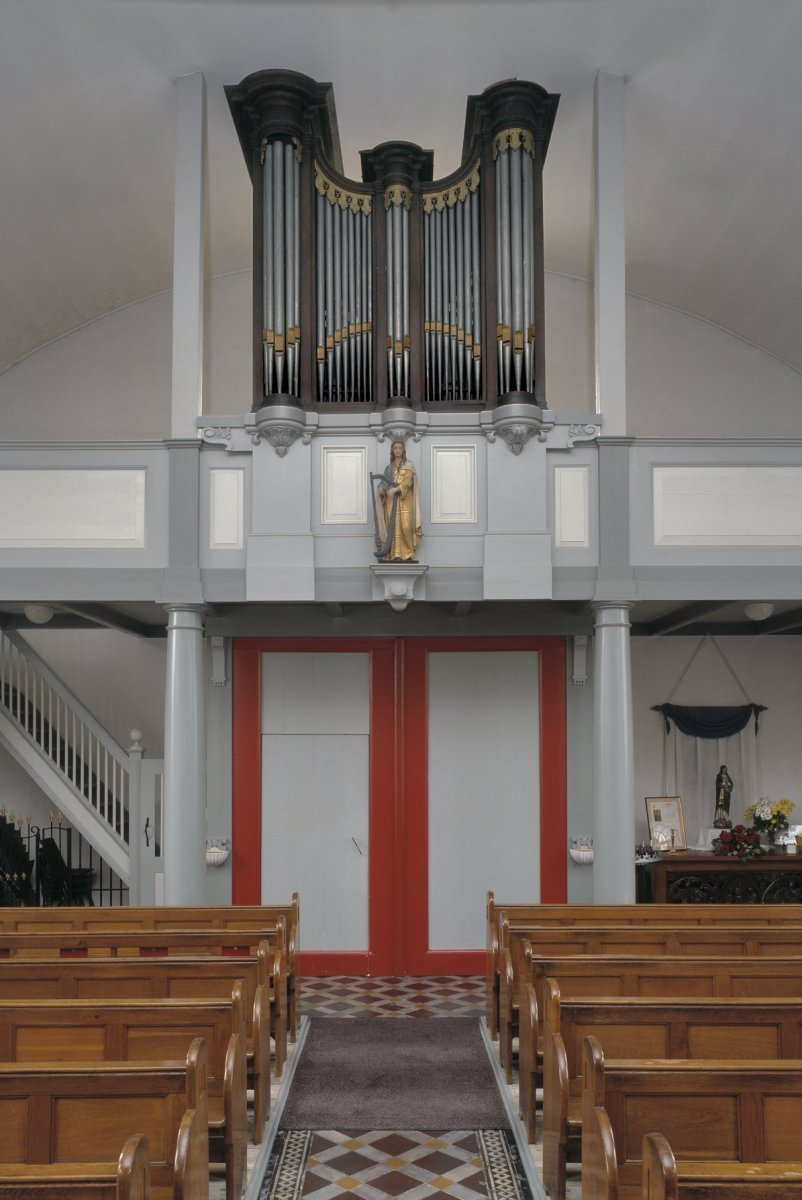
Orgel van C.J. Rogier uit 1854 in de Sint-Willebrorduskerk in Oud-Vossemeer

Cornelis Johannes Rogier (1804-1885) (ook: C.J. Rogier) was een schrijnwerker en orgelbouwer in Bergen op Zoom.
Geboren op 13-07-1804 te Bergen op Zoom als zoon van Michel Rogier en Petronella Spek en aldaar overleden op 27-12-1885. Hij ligt begraven op de RK Begraafplaats Bergen op Zoom aan de Mastendreef.
Op 12-08-1828 trouwde hij met Catharina Adriana Veraart (Bergen op Zoom: 1810 - 1833).  Hij hertrouwde op 25-07-1837 te Steenbergen met Helena de Bie.
Tussen 1822 en 1828 was hij in de leer in Vlaanderen, vermoedelijk in Antwerpen, waarna hij zich in Bergen op Zoom vestigde als schrijnwerker, orgelmaker en maker van kerkelijke meubelementen. Zijn werk is te vinden in de omgeving van Bergen op Zoom. Voor zijn orgels maakte hij tot 1863 gebruik van pijpwerk van Jean Corneille Charles de la Haye.
Orgels van zijn hand bevinden zich in:
- De Sint-Gertrudiskerk te Bergen op Zoom (koororgel, 1857)
- De Sint-Willibrorduskerk van Oud-Vossemeer (1854)
- De parochiekerk van De Heen (1854)
- De kapel van het klooster in Nieuwkerk Goirle (1844)

Naast orgels leverde hij ook kerkmeubilair dat, evenals de orgelkasten, in een stijl is uitgevoerd die kenmerken van de 18e-eeuwse Vlaamse traditie toont. Zo bevat de Sint-Janskerk te Roosendaal meubilair van zijn hand uit 1840.